# Boulevard Mortier
Boulevard Mortier je bulvár ve 20. obvodu v Paříži. Je součástí tzv. Maršálských bulvárů. Bulvár nese jméno Édouarda Adolpha Casimira Josepha Mortiera (1768–1835), maršála Francie. Bulvár leží mezi Porte de Bagnolet a končí u Porte des Lilas.

## Historie
V letech 1840–1845 byly postaveny kolem Paříže nové hradby. Dnešní bulvár vznikl na místě bývalé vojenské cesty (Rue Militaire), která vedla po vnitřní straně městských hradeb. Tato silnice byla armádou převedena městu Paříži na základě rozhodnutí z 28. července 1859.
V roce 2009 byly zahájeny přípravné práce na prodloužení tramvajové linky T3, která povede prostředkem bulváru. Linka byla uvedena do provozu v roce 2012.